# クロード・チョールズ

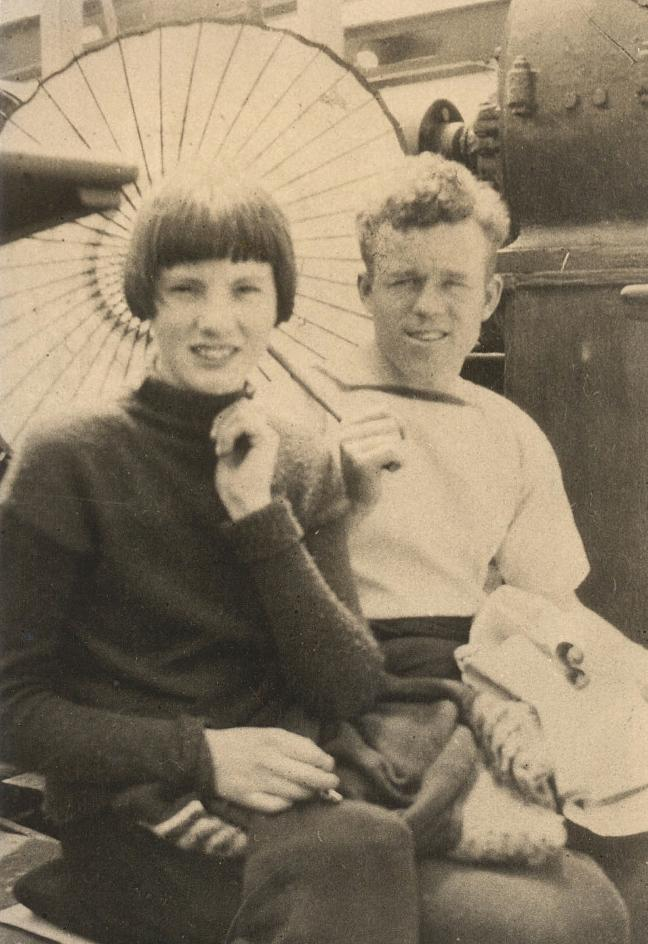
1926年、妻と写るチョールズ。ただしこの時点ではまだ結婚していない。

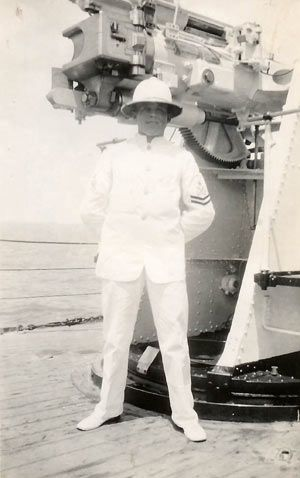
HMASキャンベラに乗船したときの小役人のチョールズ、1929年撮影

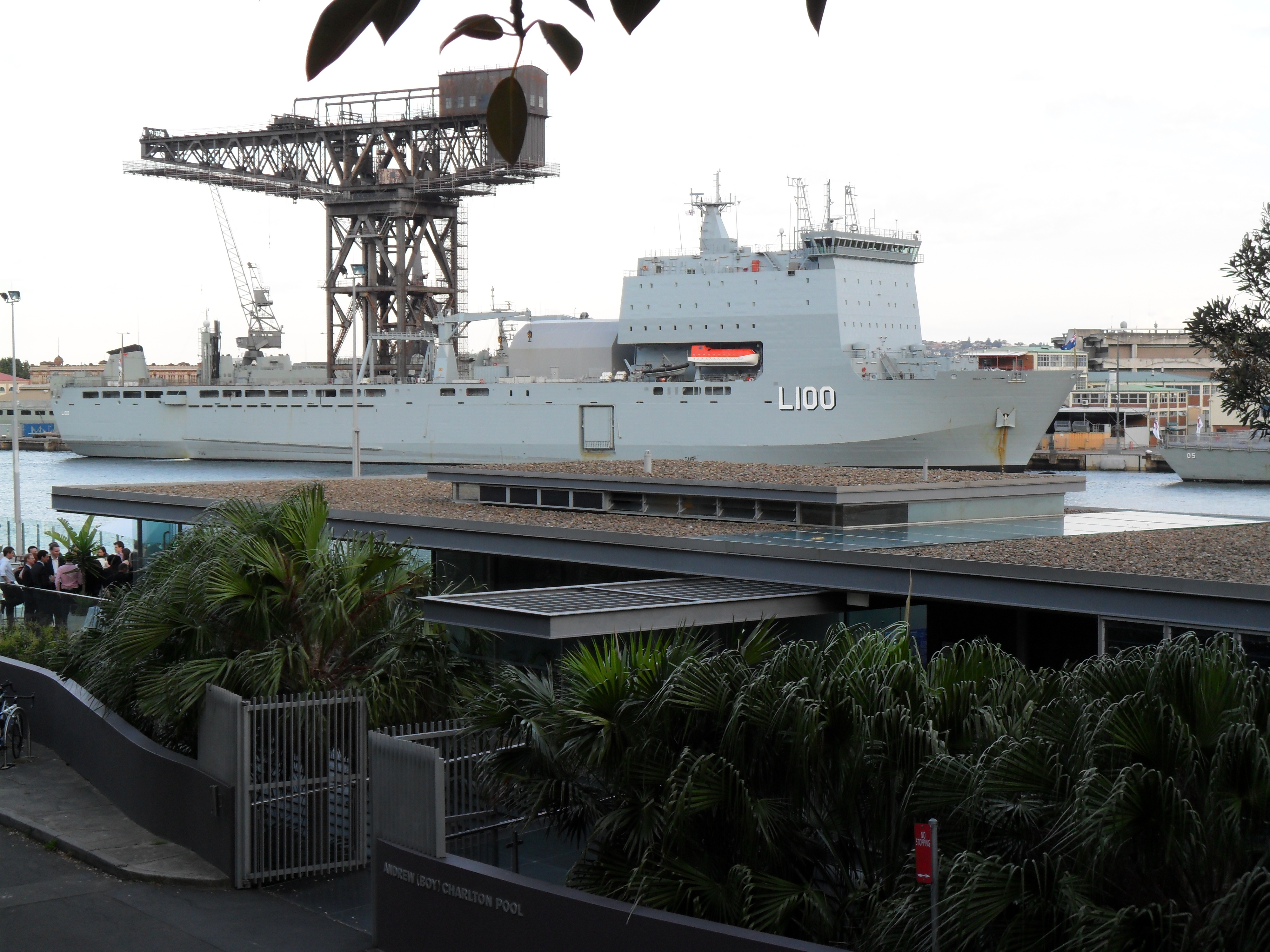
HMASチョールズ、2011年12月撮影

クロード・スタンリー・チョールズ（Claude Stanley Choules、 [ˈʃuːlz] 1901年3月3日 - 2011年5月5日）は、オーストラリアの軍人。イギリス・ウスターシャー出身。第一次世界大戦で従軍した最高齢の退役軍人だった。
1915年から1926年までイギリス海軍に所属し、第二次世界大戦にも参加した。移住してからも、1926年から1956年までオーストラリア海軍に従軍し、最終的には帰化した。1919年のスカパ・フローでのドイツ艦隊の自沈を目撃した最後の人物であり、第一、第二の両方の世界大戦で従軍した軍人の最後の生き残りであった。

## 初期の人生
1901年3月3日、イギリス・ウスターシャーパーショアで生まれ、近隣のワイア・ピドルで育った。7人兄弟の1人だったが、2人は幼児期に亡くなっている。5歳のころに母親が女優として舞台に戻ることになったため、兄とともに父親に育てられた。ただしこの時は母親が亡くなったと告げられていたため、二度と会うことはなかった。兄とともにパーショア・ナショナルボーイズスクールに通ったが、兄のうちダグラスとレスは1911年に西オーストラリア州に移住している。
第一次世界大戦の勃発時は13歳と低年齢で、家族はダグラスとレスリーから手紙を受け取っていた。ダグラスはオーストラリア第1帝国軍に加わり、ガリポリの戦いの間にアンザック・コーブに上陸している。14歳になって学校を卒業し、その時点でラッパ手として入隊しようとしたが、あまりにも若かったため入隊を拒否された。 

## 海軍訓練
軍隊への入隊は拒否されたが、その後、父親が代わりに海軍に入隊するための訓練を受けるよう手配し、1915年4月に航海練習船TS・マーキュリーに乗船した。 
この練習船はハンプシャーサウサンプトン近くのハンブル川に係留されており、そのほかHMSプレジデントと呼ばれる寮船もあった。訓練場の司令官はクリケット選手のチャールズ・バーゲス・フライであり、マーキュリー・ダンス・チームの一員としてネットリー病院に出向くこともあった。 マーキュリー号の訓練を終えてすぐ試験を受け、プリマスのデヴォンポート海軍基地にある海軍練習船HMS・インプレグナブルの上級クラスに参加する資格を得た。1916年10月10日、イギリス海軍のグランドフリート加入前の最終訓練として、同地に転属した。 

## 軍務
1917年10月20日、オークニー諸島のスカパ・フローに駐屯していた旗艦および戦艦のリベンジに入港した。乗船中はドイツのツェッペリンに対する行動を観察し、停戦から10日後にフォース湾でドイツ帝国海軍の降伏と、ドイツ艦隊の自沈を目撃した。
1926年、11人のイギリス海軍の上級水兵と共に、オーストラリアのフリンダース海軍補給所で教官として出向した。SS・ディオジェネスに乗船し、ロンドンからメルボルンへの6週間の航海を行った。将来の妻、エセル・ワイルドグースと出会ったのはこのころだった。ビクトリア・リーグの仕事を遂行するためにオーストラリアに旅行していたのである。オーストラリアの生活様式を体験し同意すると、オーストラリア海軍に恒久的に転属することを決定した。
1931年にオーストラリア海軍から除隊したが、予備役に留まり、1932年に海兵曹長および対潜水艦教官としてオーストラリア海軍に復帰した。その後、イギリスに戻ることはなかった。 
第二次世界大戦中は西オーストラリア州フリーマントルの海軍基地でHMAS・ルーウィンの魚雷担当官代理を務め 、オーストラリア大陸の西側で解体主任も務めた。その他にも日本の侵略に備えフリーマントル港と関連する石油貯蔵タンクを破壊工作する任務を負っていた。また、エスペランスの近くで土壌に打ち上げられたドイツの地雷を処理する責務があった。 
第二次世界大戦後もオーストラリア海軍に留まり、海軍造船所警察に異動して1956年まで働いた。  

## 私生活とその後
航海中に出会った妻エセルと結婚し、エセルが98歳で亡くなるまで 76年間結婚していた。戦争の美化には反対していたため、休戦の祝典は基本避けていた。自伝のThe Last of the Lastは2009年にパースで最初に出版され、次いで2010年にイギリスの読者向けに注釈付きの版が出版された。当時、チャックルズという愛称でも親しまれていた。
2009年時点ではほとんど目が見えず耳も聞こえなかったが、活動的ではあり、テレビのインタビューを受けた。 
2010年4月下旬、娘エディンジャーは、彼の健康状態が悪化し、インタビューを行うことができなくなったと言及した。そのまま2011年3月に110歳の誕生日を迎えた。晩年はパース郊外のソルター・ポイントにあるグレースウッド・ホステルに住んでいた。
2010年6月21日にスタンリー・ルーカスが死去したことによりイギリス生まれの最高齢男性になった。

## メディア出演
BBCのドキュメンタリーと映画『ラスト・トミー』にハリー・パッチとともに出演した。死後、オーストラリアのジュリア・ギラード首相は、「チョールズと彼の世代は、私たちの自由と私たちが決して忘れることのない自由のために犠牲を払った」と述べた。

## 死と葬式
2011年5月5日に死去。110歳63日没。3人の子供、11人の孫、22人のひ孫、3人の玄孫を残した。死去時点で世界で3番目に高齢の退役軍人であり、オーストラリア最高齢の人物で、世界で7番目に高齢の男性でもあった。死後、その栄誉は牧師のレジナルド・ディーンに贈られた。これに伴い、フローレンス・グリーンは第一次世界大戦の退役軍人最後の生き残りとなった。2011年5月20日にフリーマントルで海軍葬が執り行われた。西オーストラリア州首相のコリン・バーネット、野党党首のエリック・リッパー、国防相のスティーブン・スミスが出席し、礼拝中に朗読を行った。弟、アドリアンが賛辞を述べた。
2011年12月13日、オーストラリア海軍の揚陸艦HMAS・チョールズがチョールズにちなみ命名された。ちなんで船名を付けるという決定は、第一次世界大戦で生き残った最後の退役軍人という地位のために生まれた。この命名は、海軍のセンテナリアン化の一環として入隊した船員の勤務を認識し、また英国の管理下での以前の船の勤務を認めている。従軍した水夫にちなんで名付けられたのは同海軍の艦艇としては2番目である。

## 遺産
2014年4月10日、遠縁の親戚による選挙運動の後、パーショア市議会は、チョールズがブリッジ・ストリートで生まれたという事実を認め、彼の名前を冠した通りを命名し、称えることに同意した。 

## 勲章
2009年11月、オーストラリア国防勲章の最高齢受賞者になった。この勲章は、1945年9月3日から4年以上勤務したオーストラリア国防軍のメンバーを表彰するために2006年に制定されましたものである。

また、1914-18 年のブリティッシュ・ウォー・メダル、戦勝勲章、1939-45 年の戦争勲章、オーストラリア奉仕勲章、エリザベス2世戴冠勲章、センテナリー・メダル、海軍功労勲章を授与された。 
|  | ブリティッシュ・ウォー・メダル |                      |
|  | 戦勝勲章                       |                      |
|  | 戦争勲章                       |                      |
|  | オーストラリア奉仕勲章         |                      |
|  | エリザベス2世戴冠勲章          | 1953年               |
|  | センテナリー・メダル           | 2001年               |
|  | オーストラリア国防勲章         | 2009年               |
|  | 海軍功労勲章                   | 30年記念の留め具付き |

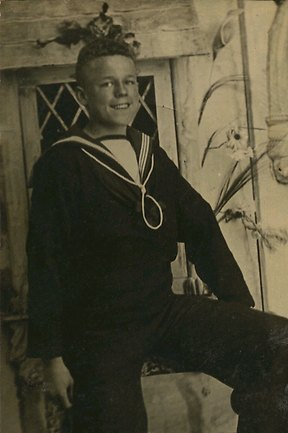
1917年
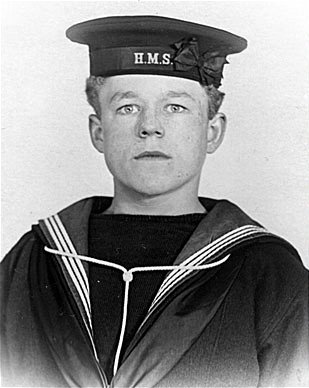
1918年
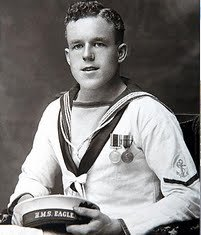
c. 1925年
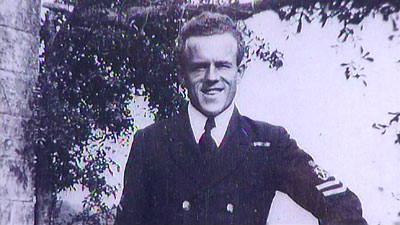
1935年ごろ
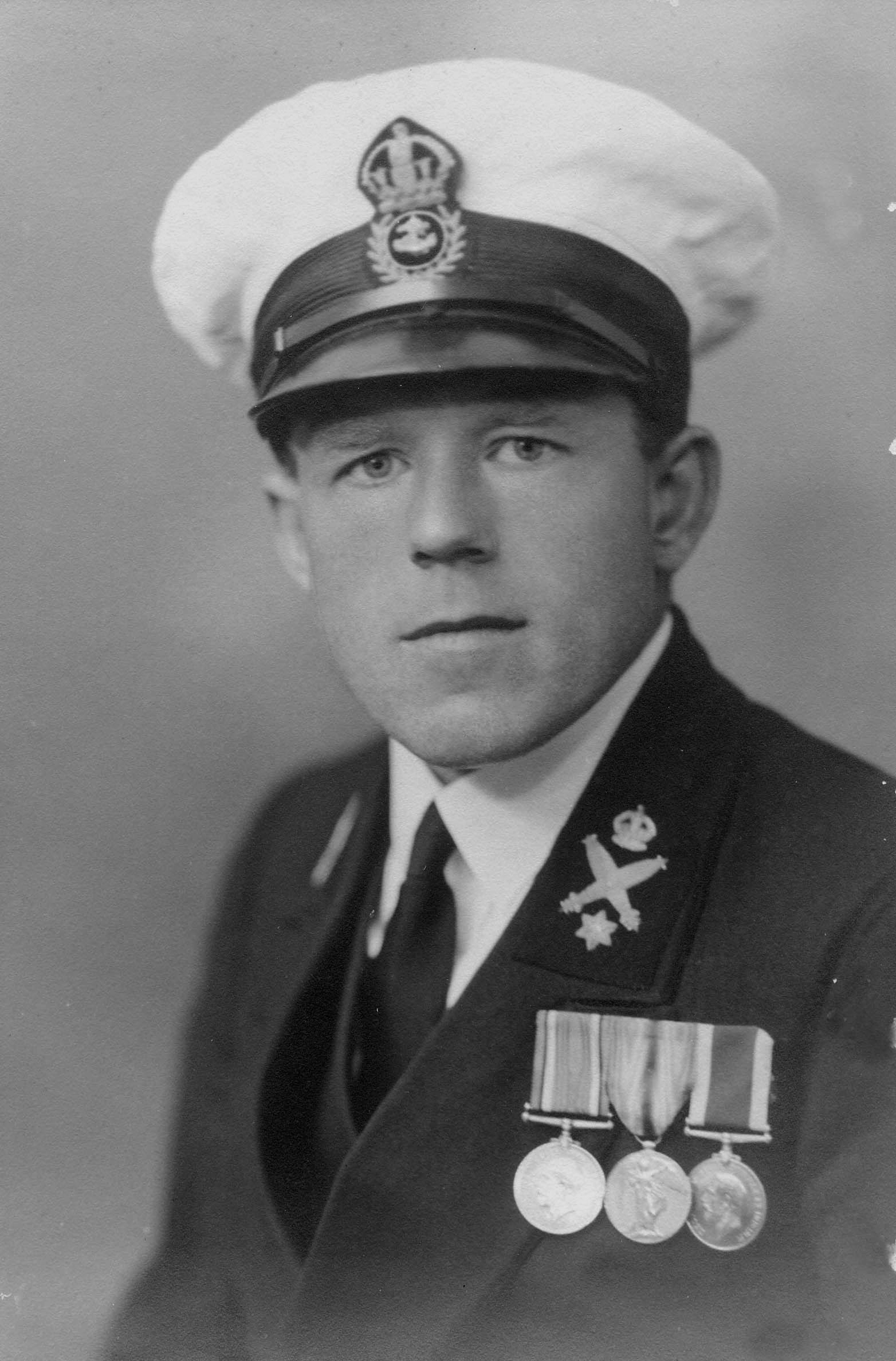
1936年

## 関連文献
- Choules, Claude (2009). The Last of the Last: His Autobiography (1st ed.). Carlisle: Hesperian Press. ISBN 9780859054805